# خط طول 40° غرب
خط طول 40° غرب هو أحد خطوط الطول الجغرافية، والتي تمتد من القطب الشمالي الجغرافي إلى القطب الجنوبي الجغرافي، وحسب التحويل الزمني يتأخر خط طول 40° غرب عن خط غرينتش بساعتين و40 دقيقة.

## من القطب إلى القطب
ينطلق خط طول 40° غرب من القطب الشمالي نحو القطب الجنوبي مرورا بالمناطق التي ترد في الجدول التالي:
| الإحداثيات                         | البلد أو الإقليم أو البحر | ملاحظات |
| ---------------------------------- | ------------------------- | --- |
| 90°0′N 40°0′W / 90.000°N 40.000°W  | المحيط المتجمد الشمالي    | |
| 83°39′N 40°0′W / 83.650°N 40.000°W | بحر لنكولن                | |
| 83°18′N 40°0′W / 83.300°N 40.000°W | جرينلاند                  | |
| 65°1′N 40°0′W / 65.017°N 40.000°W  | المحيط الأطلسي            | |
| 2°50′S 40°0′W / 2.833°S 40.000°W   | البرازيل                  | سيارا بيرنامبوكو — from 7°22′S 40°0′W / 7.367°S 40.000°W باهيا — from 9°3′S 40°0′W / 9.050°S 40.000°W ميناس جرايس — from 15°59′S 40°0′W / 15.983°S 40.000°W Bahia — from 16°21′S 40°0′W / 16.350°S 40.000°W إسبيريتو سانتو (البرازيل) — from 18°7′S 40°0′W / 18.117°S 40.000°W |
| 19°46′S 40°0′W / 19.767°S 40.000°W | المحيط الأطلسي            | |
| 60°0′S 40°0′W / 60.000°S 40.000°W  | المحيط الجنوبي            | |
| 77°35′S 40°0′W / 77.583°S 40.000°W | القارة القطبية الجنوبية   | المطالب الإقليمية بالقارة القطبية الجنوبية by both الأرجنتين (المقاطعة الأرجنتينية بالقارة القطبية الجنوبية) and المملكة المتحدة (المقاطعة البريطانية بالقارة القطبية الجنوبية)                                                                                                |